# Ptilodexia spinosa
Bản mẫu:Nhan đề in ngược
Mai Trung Nguyên là một loài ruồi trong họ Tachinidae.